# Bottnaryds kyrka
Bottnaryds kyrka är en kyrkobyggnad som sedan 2002 tillhör Norra Mo församling (tidigare Bottnaryds församling) i Skara stift. Den ligger i Bottnaryd i Jönköpings kommun.

## Kyrkobyggnaden
En medeltida träkyrka revs 1666 och en ny byggdes direkt därpå. En murad sakristia från medeltiden blev kvar. År 1667 var kyrkan nästan färdigbyggd, men församlingen var fattig, så först 1693 hade man råd att anlita Anders Falk som var kyrkomålare från Bogesund (Ulricehamn). Han avslutade sitt arbete i maj 1695 och kyrkan hade då fått en heltäckande bemålning med bibliska scener i väggar och på tak.   
Åren 1886-1890 genomfördes en grundlig ombyggnad efter ritningar av arkitekt Helgo Zettervall då den medeltida sakristian revs och en ny ordnades i Ribbingska gravkoret. År 1928 återfick ytterväggarna sin röda färg.
Kyrkan är byggd helt i trä och består av ett långhus med ett tresidigt kor i öster. Korsarmar sträcker sig ut åt norr och söder. Väster om långhuset finns ett mindre vapenhus från 1932 och norr om koret en tillbyggd sakristia från 1968.

## Klockstapel
Söder om kyrkan står en klockstapel byggd 1686. Där hänger tre klockor. Storklockan och lillklockan är från medeltiden. Mellanklockan göts om 1930, men den kan också vara medeltida.

## Inventarier
- Dopfunten av sandsten härstammar från medeltiden. Tillhörande dopfat i mässing tillverkades omkring 1600.
- Altaruppsatsen är från 1600-talet och härstammar troligen från norra Tyskland.
- Predikstolen i ek är från 1670.
- I kyrkan finns en trämodell av det holländskbyggda fartyget Calmare Nyckel, skapad av slöjdläraren Bengt Faleskog.

### Orglar
- 1749 byggde Jonas Wistenius, Linköping en orgel med 9 stämmor.
- 1894 byggde Levin Johansson, Liared en orgel med 9 stämmor.
- Den nuvarande orgeln är byggd 1970/1971 av A. Magnusson Orgelbyggeri AB och den är mekanisk. Fasaden har en ljudande fasadstämma och härstammar från 1749 års orgel.[2]

| Huvudverk I   | Svällverk II      | Pedal      | Koppel |
| Rörflöjt 8´   | Gedackt 8´        | Subbas 16´ | I/P    |
| Principal 4´  | Rörflöjt 4´       | Pommer 4´  | II/P   |
| Gemshorn 2´   | Principal 2´      |            | II/I   |
| Mixtur 3 chor | Nasat 1 1/3'      |            |        |
| Trumpet 8'    | Cymbel 2 chor     |            |        |
|               | Crescendosvällare |            |        |

- Kororgeln (kistorgeln) är mekanisk och byggd 1984 av A. Magnusson. Spelbord på ena långsidan och svällarluckor på andra långsidan.[3]

| Manual        | Pedal   |
| Gedackt 8´    | Bihängd |
| Principal 4'  |         |
| Flöjt 4'      |         |
| Svegel 2'     |         |
| Scharf 2 chor |         |

## Exteriörbilder

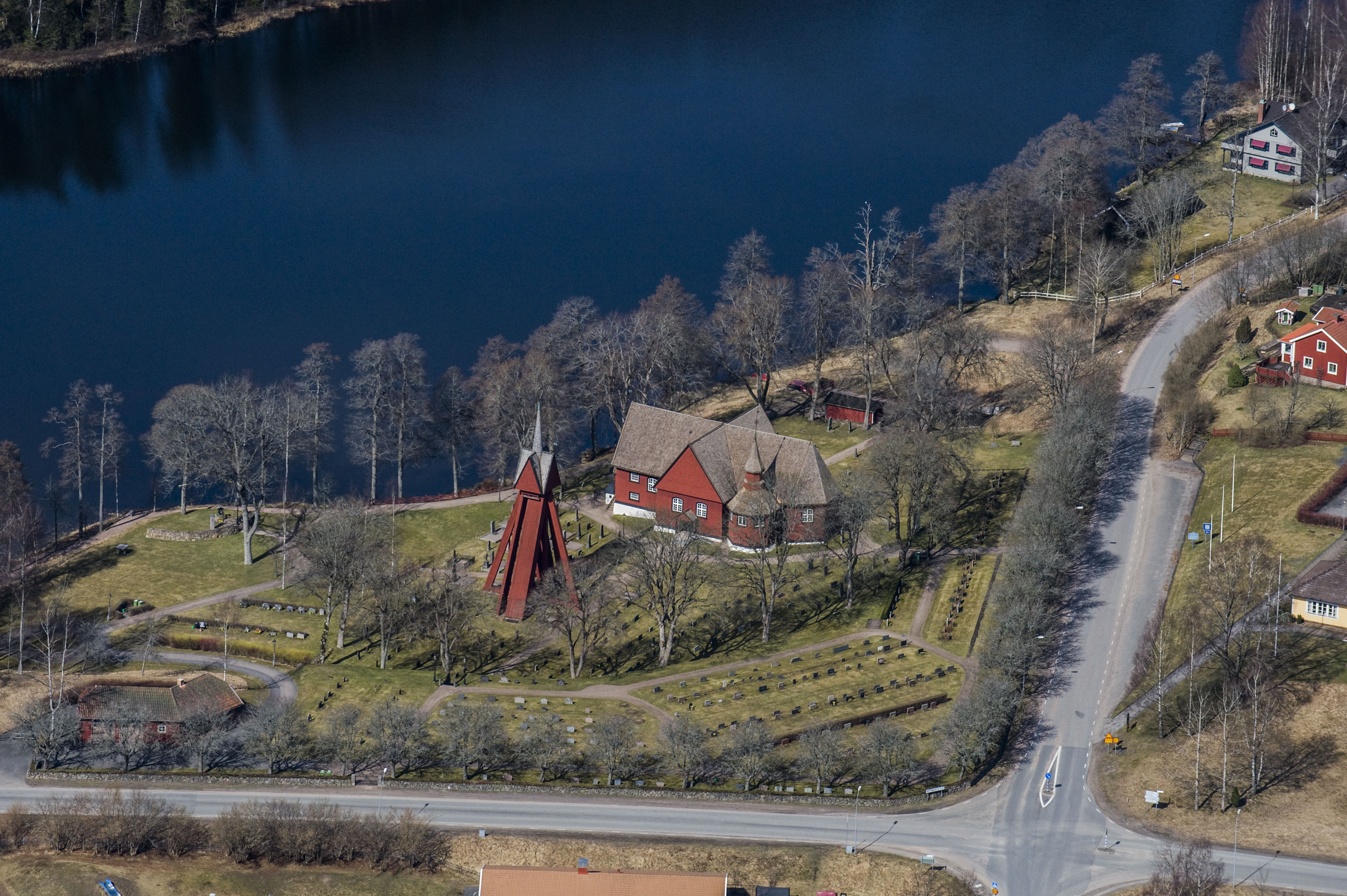
Kyrkplatsen från luften
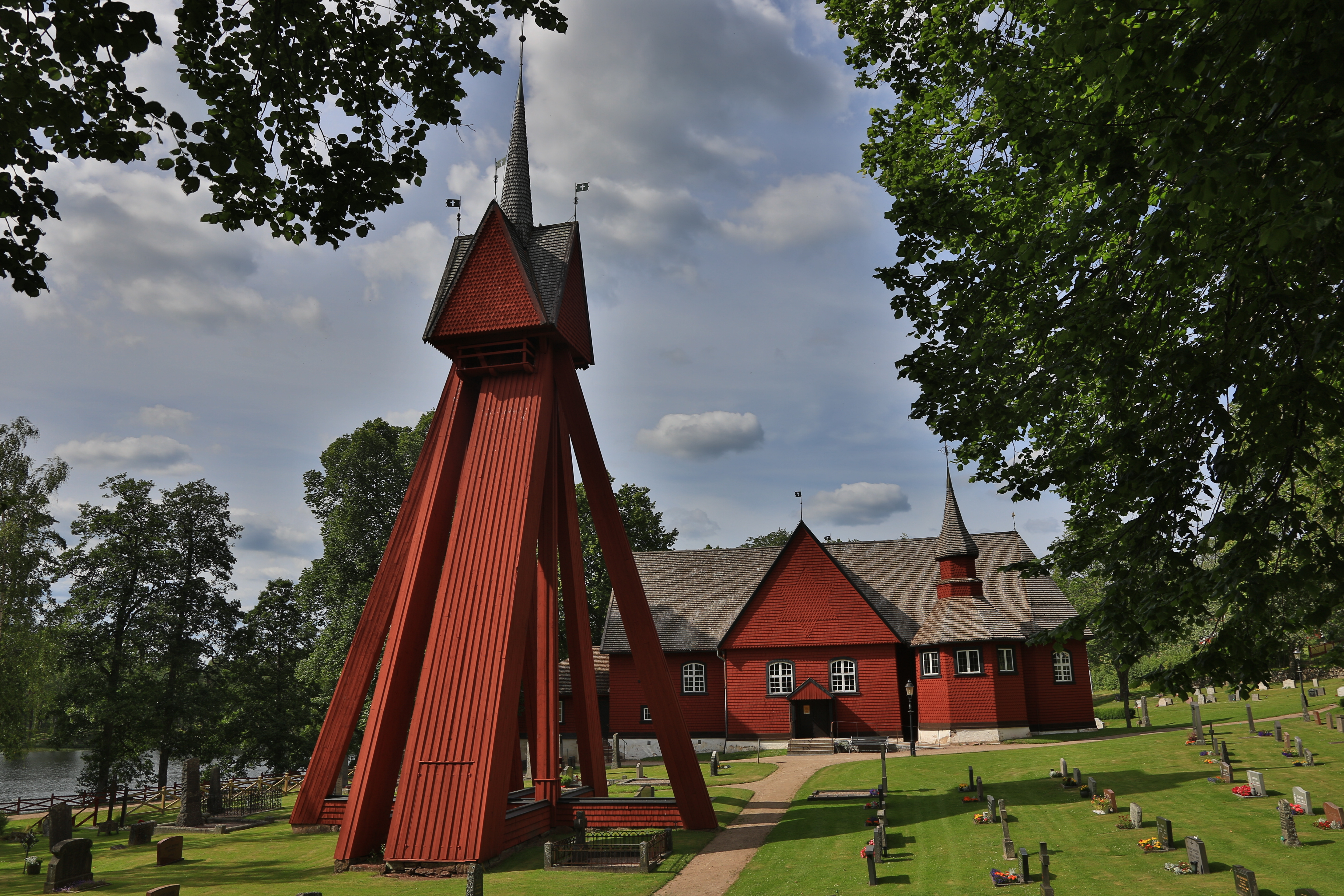
Klockstapeln

## Interiörbilder

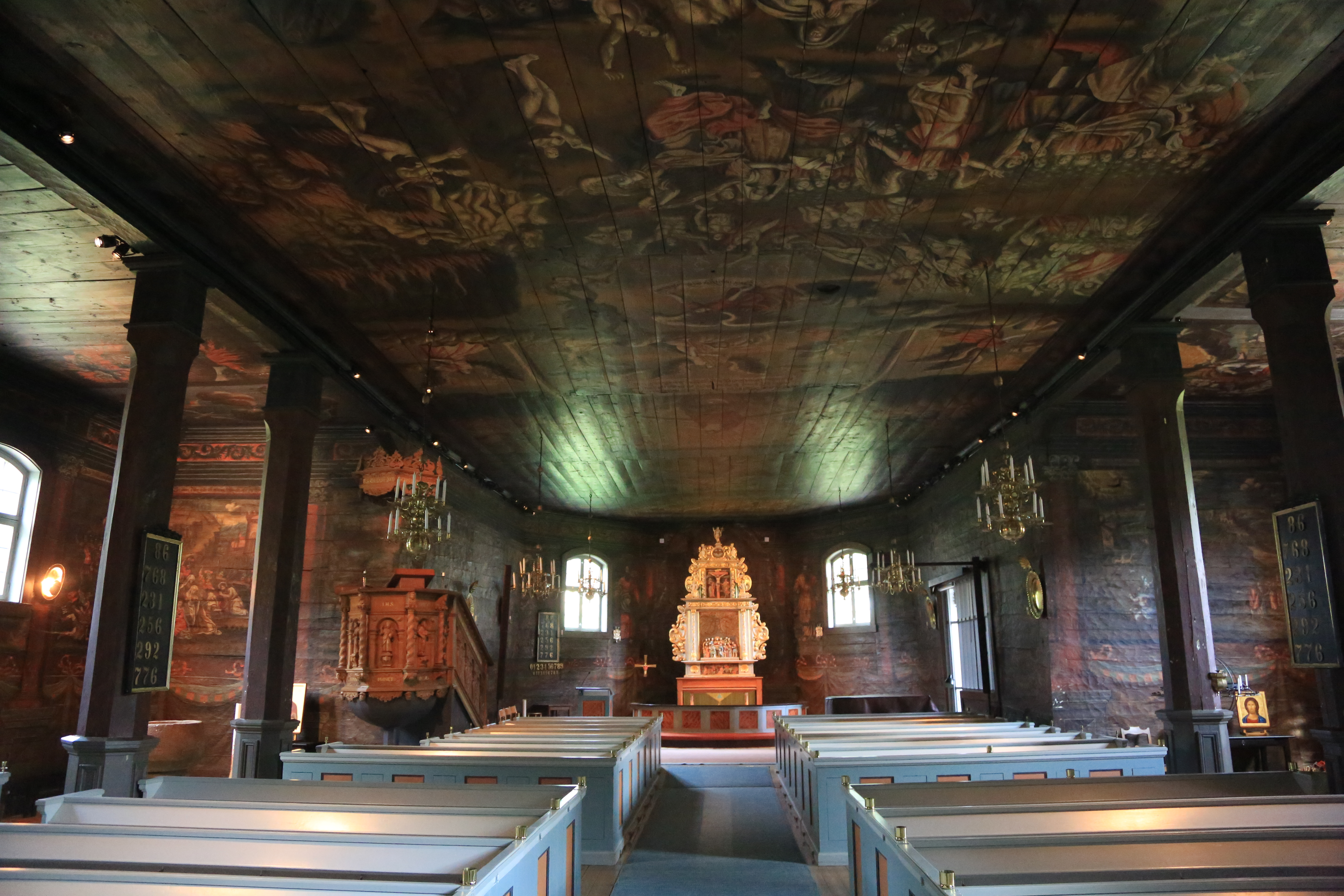
Interiör mot koret
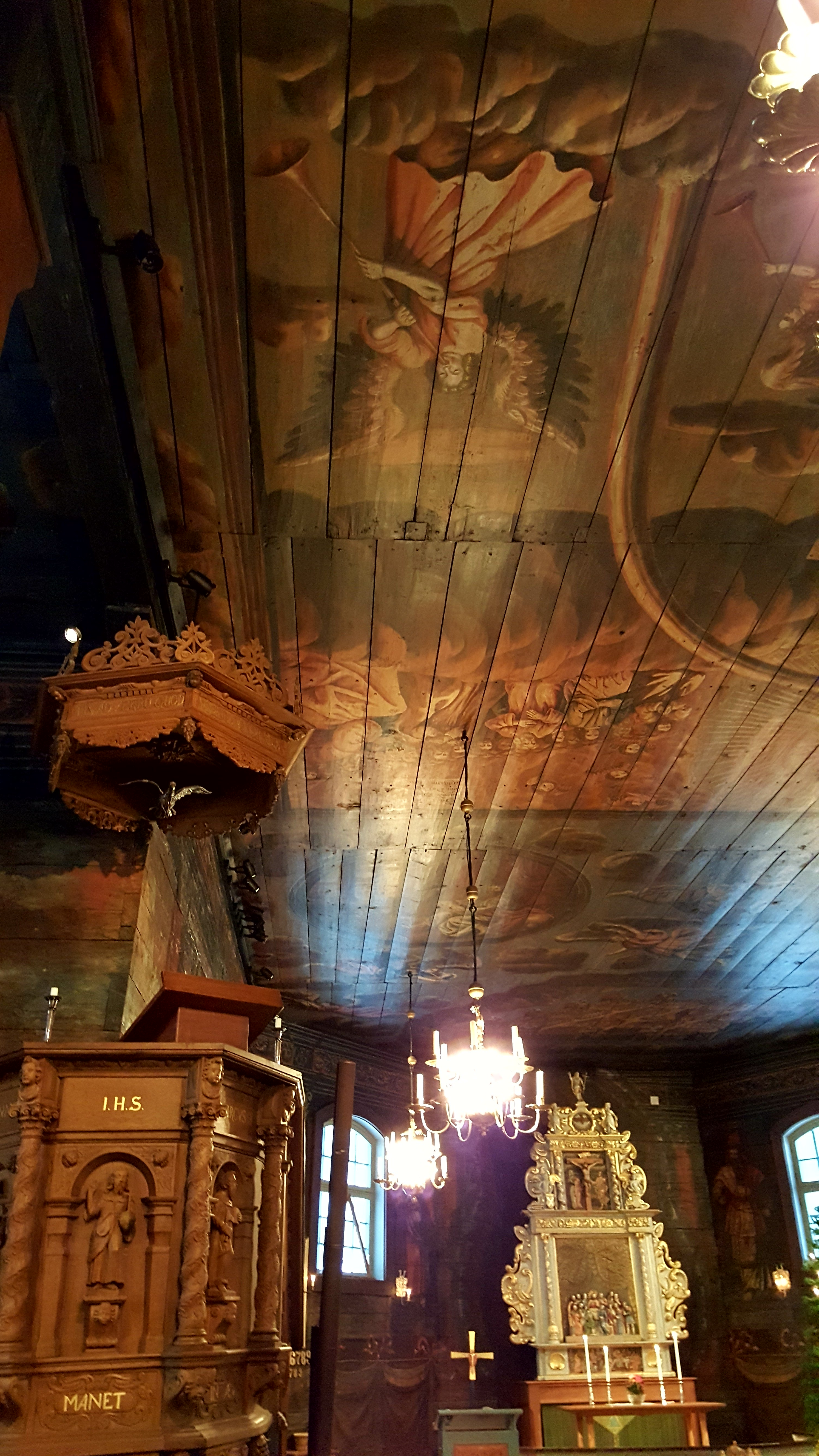
Takmålning, predikstol och altare
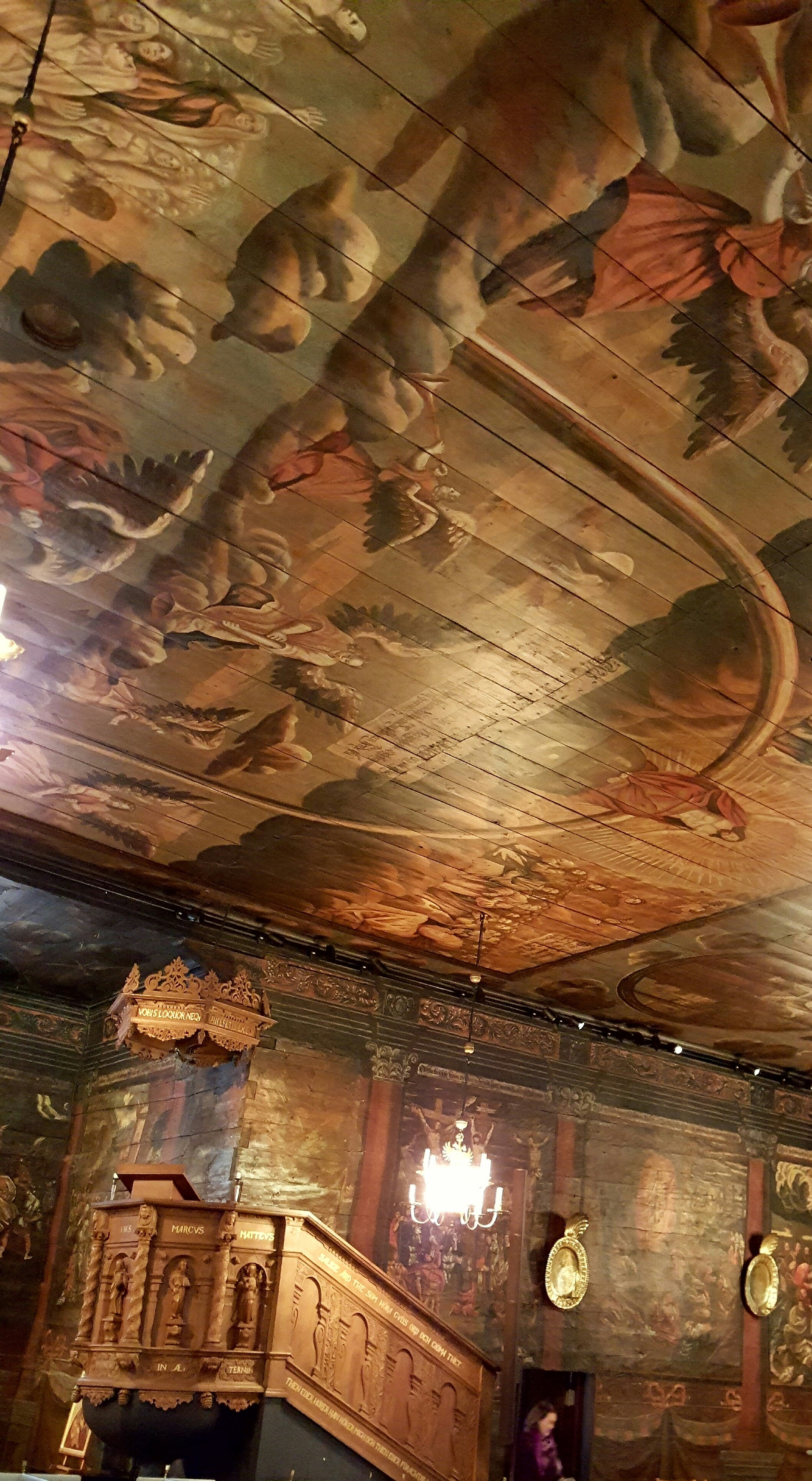
Del av takmålningen
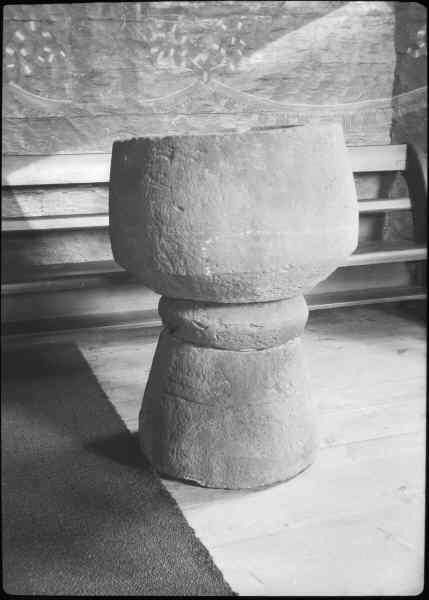
Dopfunten